# Rolf Liebermann
Rolf Liebermann (ur. 14 września 1910 w Zurychu, zm. 2 stycznia 1999 w Paryżu) – szwajcarski kompozytor.

## Życiorys
Rolf Liebermann pochodził ze znanej berlińskiej rodziny Liebermanów, z której wywodzili się też Max Liebermann i Walther Rathenau. Jego ojciec, Franz Joseph Moritz Liebermann-Roßwiese (1872–1931), po długim pobycie w szwajcarskim sanatorium ożenił się ze Szwajcarką Lucie Lang i pozostał na stałe w tym kraju.
W latach 1929-1933 Rolf studiował prawo na uniwersytecie w Zurychu. Równocześnie uczył się muzyki w prywatnym konserwatorium Joségo Berra oraz komponował utwory dla kabaretów. W 1936 ukończył kurs dyrygentury w Budapeszcie u Hermanna Scherchena, a rok później został jego asystentem w orkiestrze Musica Viva w Wiedniu.
Po odbyciu w latach 1938-1940 służby wojskowej studiował kompozycję. Od 1945 do 1950 pracował jako reżyser dźwięku w Radiu Zurich, a w latach 1950-1957 był szefem orkiestry Szwajcarskiego Radia (SRG). W 1954 na zlecenie Donaueschinger Musiktage napisał Concerto for Jazzband and Symphony Orchestra, uznany za początek Trzeciego nurtu w muzyce.
W latach 1959–1973 i 1985–1988 pełnił funkcję dyrektora artystycznego hamburskiej Staatsoper. W owym czasie odbyły się w niej 24 prawykonania oper, stworzonych na jej zamówienie, m.in. Diabłów z Loudun Krzysztofa Pendereckiego. W latach 1973-1980 Liebermann kierował paryską Opéra Garnier.
Został odznaczony m.in. Komandorią Legii Honorowej, Komandorią Orderu Sztuki i Literatury oraz Orderem Zasługi Republiki Federalnej Niemiec.

## Życie prywatne
Żoną Rolfa Liebermanna była Helene Vidal, która m.in. napisała libretto do jego opery La Forêt.

## Wybrane kompozycje
| - 1943 Polyphone Studien na orkiestrę kameralną - 1944 Une des fins du monde (kantata) na baryton i orkiestrę - 1945 Chinese Love Songs Furioso - 1947 Schweizerische Volksliedersuite - 1949 Music na orkiestrę i recytatora Chinese Song Symphony No 1 - 1950 Streitlied zwischen Leben und Tod - 1951 Sonata for piano - 1952 Leonore 40/45 (opera) - 1954 Penelope (opera) Concerto for Jazzband and Symphony Orchestra - 1955 The School for Wives (opera) - 1957 Die Schule der Frauen (opera) - 1958 Geigy Festival Concerto na bęben bazylejski i orkiestrę | - 1959 Capriccio na sopran, skrzypce i orkiestrę - 1964 Concert des Echanges - 1981 Essai 81 na wiolonczelę i fortepian - 1984 Ferdinand na głos i instrumenty - 1987 La Forêt (opera) - 1988 Herring Quintet Cosmopolitan Greetings - 1989 Medea Monologue na sopran, chór żeński i orkiestrę - 1990 3x1 = CH+X na mezzosopran, chór i orkiestrę - 1992 Freispruch für Medea (opera) - 1994 Enigma Violin Concerto - 1995 Piano Concerto - 1996 Die schlesischen Weber (do tekstów Heinricha Heinego) na chór mieszany, kwartet smyczkowy i fortepian - 1997 Variations on a Theme from Appenzell na pięć instrumentów - 1998 Mouvance na dziewięciu perkusistów i fortepian |